# 打字机

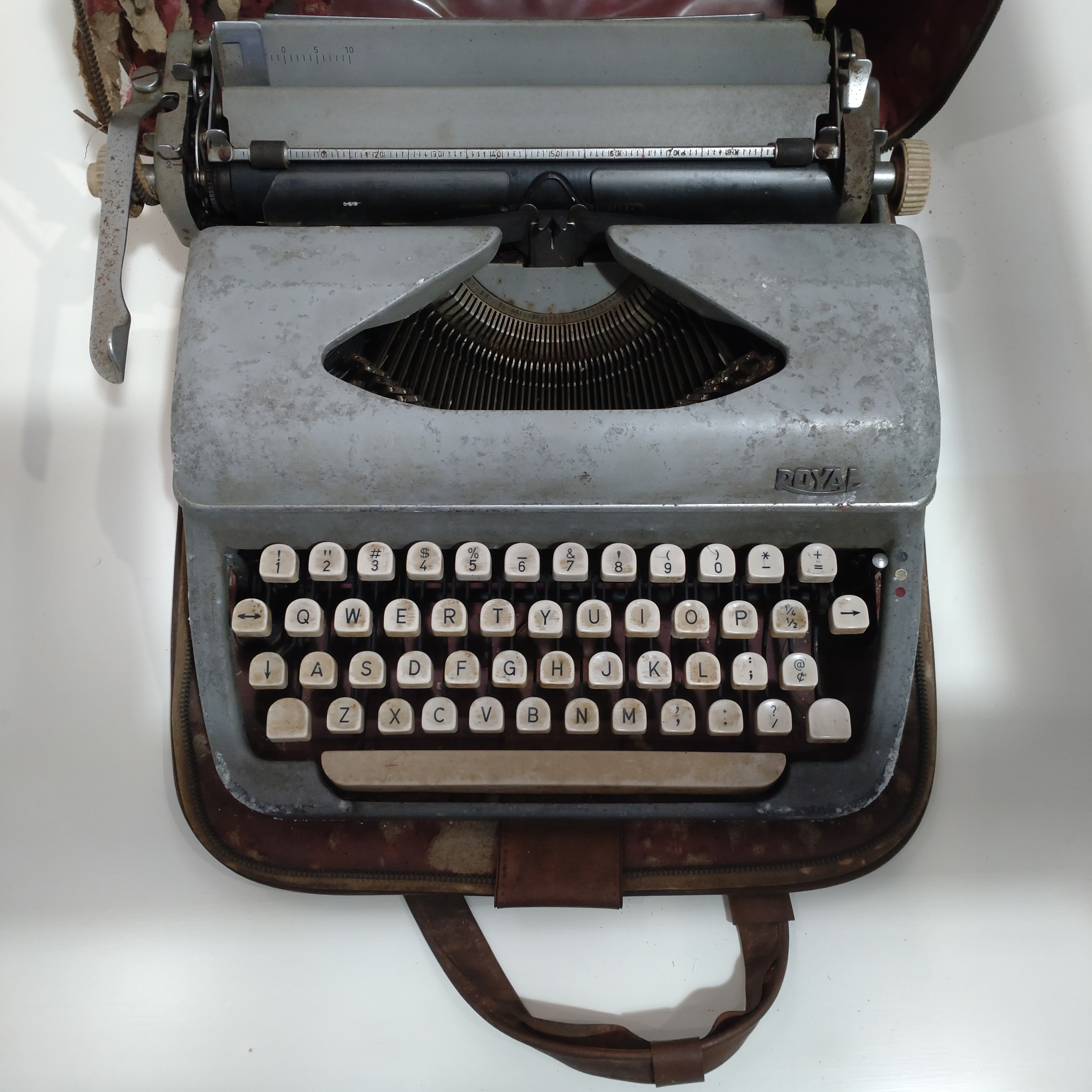
皇家打字機公司製打字机

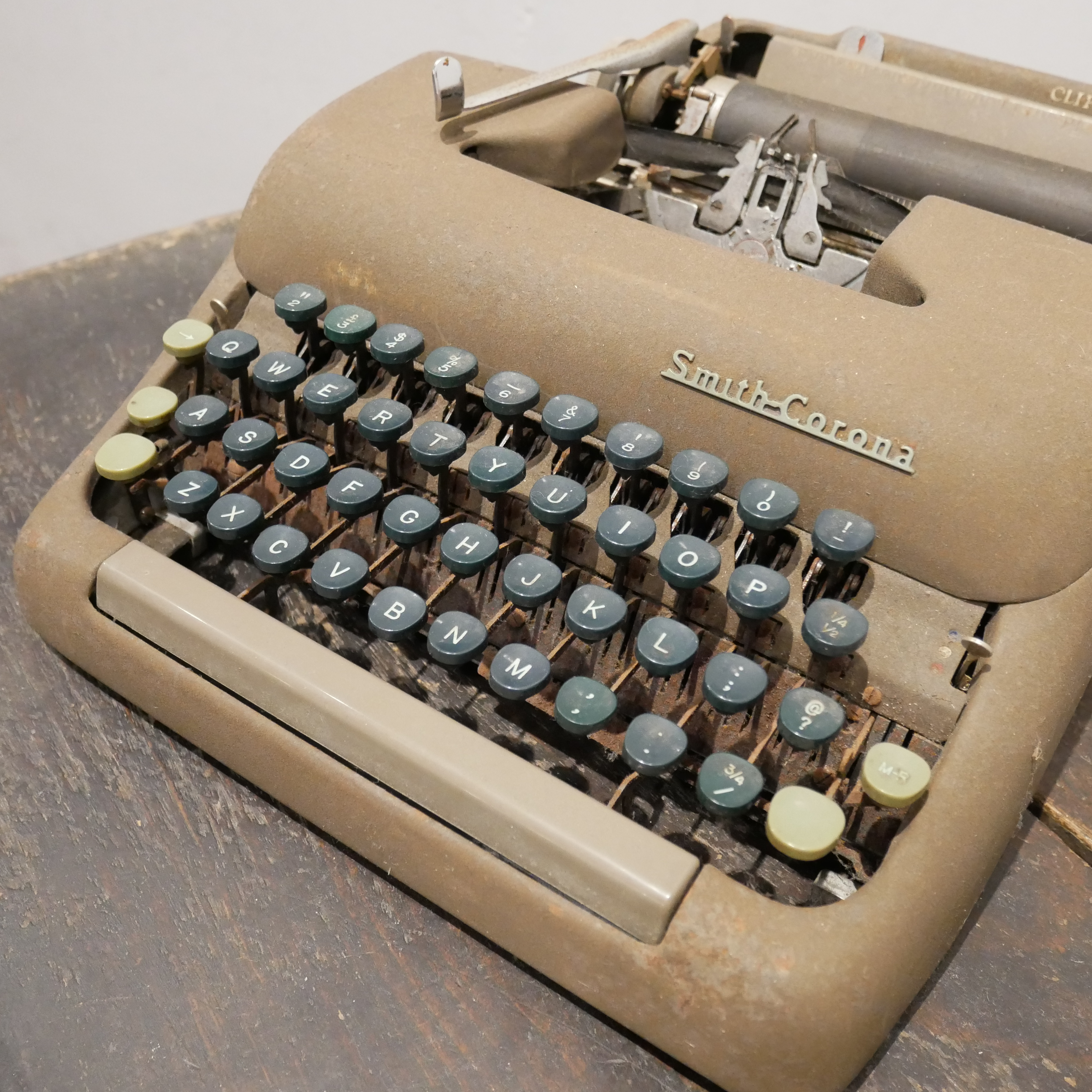
史密斯·科羅納製打字機

打字机（英語：Typewriter）是用來打字的机械，操作方式為手动（機械式）或电動。當敲击键盘一个按键時，该按键对应的字符之字模便會打击至色带上，从而在纸上印制出该字符。每打出一字後，放置字模的壓板都会向打字方向移动一个字宽。

## 歷史
雖然許多現代打字機有著相似的設計，但是它們的發明是漸進式的，並且是由數個發明家獨立製作，或是在數十年間互相競爭下的成果。如同汽車、電話和電報，這些機器的發明和發展都是許多人共同努力的結晶，使得它們最終取得商業上的成功。歷史學家估計，因發明家們為了令某種打字機達至可行的設計，使其曾被發明了52次。
一些最早的打字工具包括：
- 最早是於1575年一名義大利版畫家 Francesco Rampazetto 為了失明的朋友發明了一台名為scrittura tattile的機器，主要功能是將字母印在紙上。[1]
- 1714年，英國人Henry Mill申請了專利，描述如下：“...一個人工機器或方法，用作如寫字般，印製或抄寫一個一個字母...”，但他卻沒有做出實際的機器出來。[2]
- 1802年，義大利人 Agostino Fantoni 和 Pellegrino Turri 發明了一台類似打字機的機器。Fantoni 先生為了她失明的妹妹發明了一台打字機器，而 Fantoni 先生的朋友 Turri 則在1801年至1808年間為了他失明的朋友Carolina Fantoni da Ficizzano伯爵夫人進一步改進了這部機器，並且在1806年發明了碳紙作為這台機器的墨水使用。[3].[4]
- 1823年，義大利人 Pietro Conti da Cilavegna 發明了一種名為 "Tachigrafo"（又名 "Tachitipo" ）的新型打字機。[5]
- 1829年，一部由美國人William Austin Burt 發明，名為 "Typographer" (typewriter) 的機器，與眾多早期的機器一樣被稱為「第一部打字機」。科學博物館（倫敦）將其描述為「第一個被記錄下來的寫字機械裝置發明」，但是這個說法是不準確的，因為 Turri 的發明其實早於它。即使是由它的發明者操作，這個機器的輸入速度也比手寫速度慢。Burt 和他的出資人 John D. Sheldon 未能找到任何專利買家，因此這個發明從未被商業化生產。由於 Typographer 使用的是旋鈕，而不是鍵盤，所以它不被稱為鍵盤打字機 (keyboard typewriter)，而是索引打字機 (index typewriter)。比起現代的鍵盤打字機，那個時代的索引打字機更類似於1960年代的壓花機。[6]
- 之後許許多多的人發明了類似的機器，直到1865年 Rasmus Malling-Hansen 發明的汉森写作球成為了第一個商業化的打字機器。此機器只能打出大寫字母。

### 汉森写作球

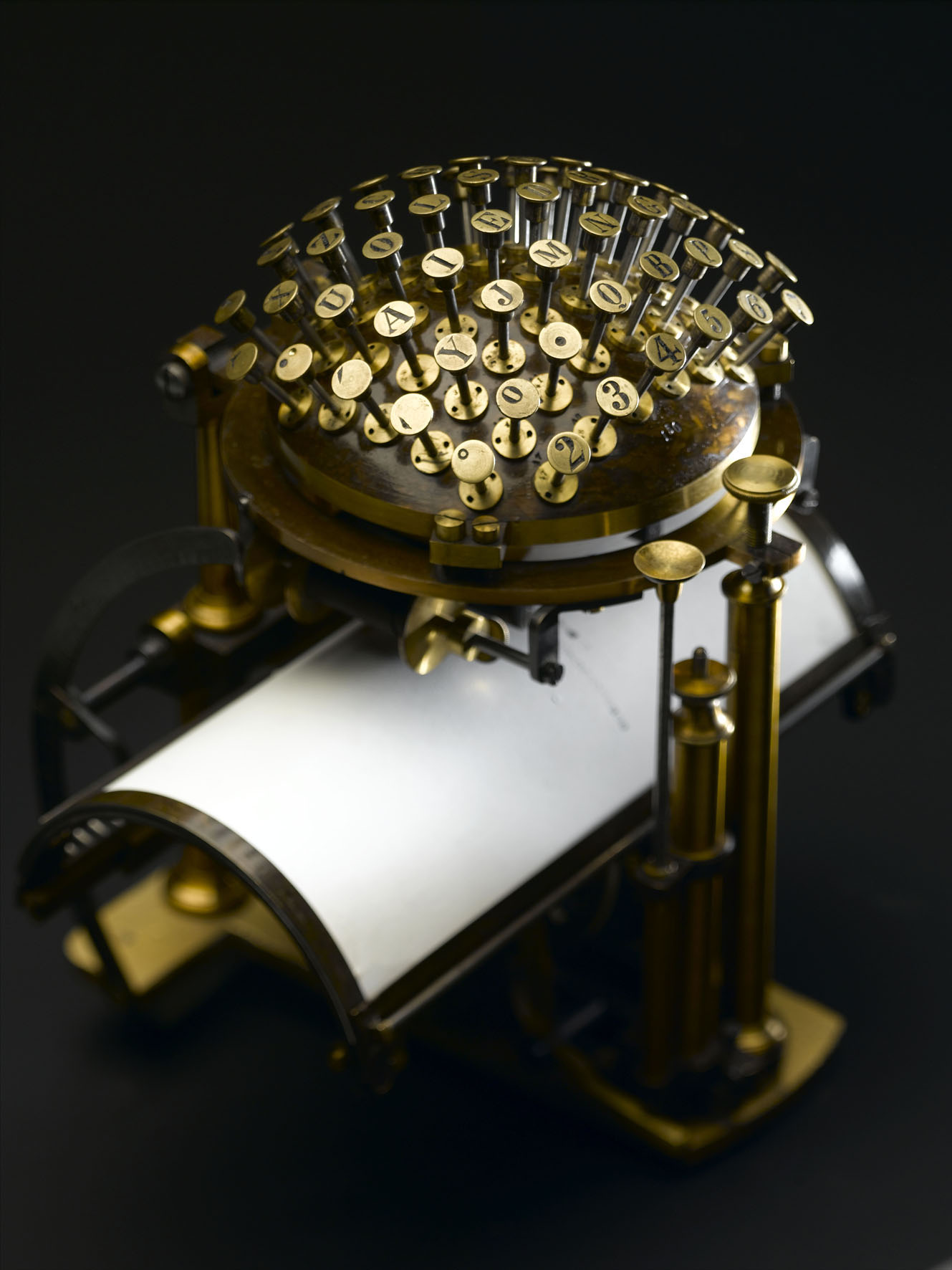
汉森写作球是第一台商业制造的打字机（1870）

1865年，丹麦的Rasmus Malling-Hansen教父发明了汉森写作球，1870年为商业发售而制造，为第一台商业销售的打字机。该机型在欧洲很成功，报道指直到1909年欧陆还有办公室使用该机器。 
发明者在某些型号上用螺线管制作弹跳装置反弹载纸器，因此也有人称其第一个“电动”打字机的发明者。
汉森写作球只能打大写字母。后来的发明家Frank Haven Hall以其为模板设计了打字更快更便宜的衍生品。
汉森写作球在1870到1880年代间由其发明者继续改进，但写作球的部分维持不变。从1870年的第一代开始，纸张是附着在木盒里的圆筒上的。1870年，改成了将纸放在写作球下面会移动的载纸器。1875年，知名的“高版”注册了专利，且该型号不需耗电。发明者在1873年参加了维也纳的世界博览会，又在1878年在巴黎参加了，两边他都获得了发明一等奖。

## 分佈
英文打字機按照“QWERTY”顺序排列，分三行。打字机有字母、空格、回格等。
现代计算机所使用的键盘，源自电传打字机。一些電腦常見的等宽字体也源自於打字機。